# Carlos Alberto García González
Carlos Alberto García González (Matamoros, Tamaulipas; 8 de julio de 1971) es un político mexicano miembro del Partido Acción Nacional y actual diputado federal en la LXII Legislatura por segunda ocasión.

## Trayectoria
Carlos García estudió la carrera de Contaduría Pública en el Tecnológico de Monterrey y tiene una Maestría en Administración de Empresas de la Universidad de Texas en Brownsville. Ha laborado como agente aduanal y ha participado en asociaciones aduanales como la Confederación de Asociaciones de Agentes Aduanales de la República Mexicana o la Asociación de Agentes Aduanales de Matamoros.
Es miembro del PAN desde 2001 y ese mismo año participó como suplente del candidato a la presidencia municipal de su ciudad natal. En 2004 fue candidato a diputado local por el Distrito XVIII de Tamaulipas.

## LX Legislatura
En las Elecciones federales en México de 2006, Carlos García se convierte en el primer diputado federal de oposición del IV Distrito Electoral Federal de Tamaulipas para el período 2006 a 2009.
En la LX Legislatura, Carlos García fue Secretario de las Comisión de Hacienda y Crédito Público y de la Comisión de Vigilancia de la Auditoría Superior de la Federación; también fue integrante de la Comisión de Economía, de la Comisión de Población, Fronteras y Asuntos Migratorios, y del Comité de Competitividad, así como Presidente de la Segunda Comisión del Trabajo.
Después de la LX Legislatura, en 2010 sería precandidato a Gobernador de Tamaulipas por el PAN, pero la candidatura la ganó el entonces Senador por Tamaulipas José Julián Sacramento Garza, quien fue apoyado por el entonces senador Santiago Creel. Julián Sacramento quedaría en segundo lugar en las Elecciones estatales de Tamaulipas de 2010.

## LXII Legislatura
El 1 de julio de 2012 se convirtió en diputado federal electo del IV Distrito Electoral Federal de Tamaulipas por el PAN por segunda vez, obteniendo más de 56 mil votos.
En la LXII Legislatura es Secretario de la Comisión de Hacienda y Crédito Público por segunda vez, así como integrante de las Comisiones de Economía, de Población y de Tecnologías de la Información y Comunicación.